# Lyssomanes limpidus
Lyssomanes limpidus är en spindelart som beskrevs av Galiano 1980. Lyssomanes limpidus ingår i släktet Lyssomanes och familjen hoppspindlar. Inga underarter finns listade i Catalogue of Life.